# 教父母
教父母或稱代父母，在基督教的洗禮儀式中為受洗者扮演作保的角色，男性為教父或稱代父，女性為教母或稱代母。嬰兒或兒童受洗後，教父母會教導受洗者（即教子女或稱代子女）在宗教上的知識，而如果教子女的雙親死亡，教父母有責任去照顧教子女。

## 汉语别称
天主教会主要使用「代父母」，或“神親”。
有些易于混淆、近义、多义、借喻甚至根本是错用的称呼，也会出现，譬如“誼父母”、“契爸媽”和“名義雙親”。

## 選擇教父母
跟随英格兰圣公会和天主教會传统者，每个教子多会配上两教父和一教母，各教女跟随的则有教母两名和教父一个；最少都应有教父母各一。不过人数并非硬性规定。教父母人选多为亲戚朋友。在现代，信徒们不再像从前般循规蹈矩，好多人不管这些，甚至无受洗的都能当教父母。
現在一般很少一定以洗禮的方式進行，通過教會以確定教父的地位。民間或天主教徒，通常以其他的選擇方法都可以達到這個目的。親生父母也會容許自己的小孩子長大一點，比較懂事的時候才自願地選擇他們喜愛的教父母。
在俄羅斯或東歐其他的地方，替親生父母的小孩子進行洗禮，東正教會都扮演起極爲重要的角色，挑選教父更是不可或缺。被挑選爲教父母，一般都不會當作一種負擔，反而是被當作一種榮譽來看待。通常父母在自己的密友或者是所信賴的人內，爲兒女選擇合適的代父母。基於信念跟天主教會不同，通常新教並不多實行這個儀式。

## 相关
- 結誼